# Pocket Gamer
Pocket Gamer — це веб-сайт відеоігор, який зосереджується на мобільних, портативних і кишенькових іграх. Сайт був запущений у 2005 році, опублікований і належить британській компанії Steel Media Ltd. Сайт охоплює всі основні формати портативних і мобільних ігор, включаючи iPhone, iPod, iPad, MacBook, Pokémon go plus watch та інші. У тому числі iPhone, iPod touch, iPad, Android, Nintendo Switch та інші. Він був одним із перших, хто охопив ринок ігор для iPhone. Видання також вручає нагороди для портативних ігор, щоб відзначити їх у кількох категоріях. Британська газета The Guardian свого часу опублікувала список рекомендованих мобільних ігор від Pocket Gamer, особливо список рекомендованих ігор на кожен місяць. За роки, що минули після запуску, Steel Media Ltd створила багато допоміжних брендів, зокрема веб-сайт PocketGamer.biz, орієнтований на галузь, і серію конференцій під назвою Pocket Gamer Connects.
Її видавець Steel Media Ltd. був придбаний компанією Enthusiast Gaming у 2019 році.

## Історія
Запущений у квітні 2005 року з підзаголовком «грай у ході», Pocket Gamer мав намір забезпечити професійне редакційне висвітлення форматів мобільних і кишенькових ігор, які вони бачили як майбутнє ігор. На момент запуску сайт був зосереджений на мобільних телефонах (java та brew), Nokia N-Gage, серії Game Boy від Nintendo, а також нещодавно випущеній на той час Nintendo DS. Вони також згадали про КПК і кишенькові консолі, такі як Gizmondo і Tapwave Zodiac. Sony PSP була додана на сайт незабаром після цього. Коли Apple iPhone з'явився в червні 2007 року, а потім запустив iPod Touch у вересні 2007 року та App Store у липні 2008 року, він став домінувати в редакційному порядку денному. Згодом сайт додав Nintendo 3DS, PlayStation Vita, Android, BlackBerry, Windows Phone 7, MeeGo та Palm до списку доступних форматів, хоча останнім часом він зосереджений лише на iOS та Android, а також Nintendo Switch у портативному режимі.
У жовтні 2007 року Pocket Gamer запустив журнал Pocket Gamer Guide to Mobile Games, який вперше опублікував T-Mobile, де він виходить раз на два місяці в усіх їхніх магазинах у Сполученому Королівстві. Очікувався її наклад 150 тис. примірників. Цифрова версія Pocket Gamer також була доступна на веб-сайтах Vodafone і 3 UK. У травні 2008 року британська компанія Steel Media (засновники веб-сайту Pocket Gamer) оголосила, що співпрацює з O2 для випуску журналу Pocket Gamer Guide to Mobile Games, початковий наклад якого становив 500 000 примірників і був доступний у всіх O2 у Великобританії. магазинах, що зробило O2 четвертою мережею мобільного зв'язку у Великій Британії, у якій видається журнал Pocket Gamer. У травні 2008 року тираж журналу сягнув 700 000 примірників із загальною аудиторією 1,5 мільйона, включно з читачами Інтернету та WAP, а також огляди синдикації на Vodafone live! і Samsung Fun Club.
У травні 2008 року Steel Media Ltd розширила стайню Pocket Gamer, запустивши дочірній сайт на основі b2b. PocketGamer. Біз фокусується на висвітленні бізнесу мобільних ігор. Steel Media Ltd також запустила Quality Index, який відстежує оцінки провідних мобільних ігор і видавців. PocketGamer. Біз готує квартальні галузеві звіти. Через десять років у травні 2018 року Steel Media Ltd розширила міжнародне охоплення PocketGamer. Biz у партнерстві з Maysalward в Йорданії для запуску арабськомовного b2b сайту мобільних ігор PocketGamer.me.
У жовтні 2008 року Pocket Gamer запустив своє перше іноземне видання, орієнтоване на споживачів, PocketGamer. Fr, надає франкомовній аудиторії новини та огляди програм для мобільних пристроїв і iPhone. Сайт постійно зростав і запустив власну програму для iPhone, а також надавав синдикований вміст кільком стороннім журналам. У серпні 2010 року сайт об'єднався з другим сайтом на ринку, JMobil, і відновив роботу з новим дизайном, новими функціями та охопленням більшої кількості платформ, включаючи Android.
У жовтні 2018 року компанія Steel Media Ltd здійснила серйозний редизайн Pocket Gamer і оприлюднила новий вигляд сайту — перше оновлення за багато років. На цьому етапі сайт змінився на домен .com, щоб відобразити зростаючу міжнародну привабливість сайту, з попередньої домашньої сторінки .co.uk.

### Минулі запрошені автори
- Рей Шарма[16]
- Сі Шень[17]
- Рік Мараццані[18]
- Так Фунг[19]

## Нагороди
З 2010 року нагороди Pocket Gamer Awards вручаються щороку в березні відеоіграм для iPhone, мобільних і портативних пристроїв в одинадцяти категоріях у кожній. Веб-сайт також регулярно публікує статті, що демонструють 10 найкращих ігор для кожного типу пристроїв за жанром.
У 2010 році на iPhone Firemint отримав нагороду «Найкращий розробник», Gameloft — «Найкращий видавець», а Flight Control — «Гра року». Для інших мобільних пристроїв «Кращий розробник» отримав Digital Chocolate, «Кращий видавець» — Electronic Arts, а «Гра року» — Mystery Mania. Серед кишенькових комп'ютерів «Найкращий розробник» отримав Rockstar Leeds, «Найкращий видавець» — Nintendo, а «Гра року» — Grand Theft Auto: Chinatown Wars. Grand Theft Auto: Chinatown Wars також отримала загальну нагороду «Гра року».
Читачі Pocket Gamer голосують за категорію People's Choice щорічної премії Mobile Game Awards від Steel Media Ltd.
Два роки поспіль (2009 та 2010) Pocket Gamer входив до списку 100 найкращих веб-сайтів газети Guardian, а також був названий у 5 найкращих веб-сайтах для ігор газети The Sunday Times (2010).

## Подкаст
1 грудня 2008 року Pocket Gamer запустив щотижневий подкаст Pocket Gamer Podcast, який містить підбірку найважливіших новин зі світу ігор для iOS та Android, а також інформацію про останні випуски. Хоча спочатку це був відеоподкаст, формат змінився на аудіо лише 18 травня 2009 року. Шоу було ведено кількома ведучими, і наразі його очолює Джеймс Гілмор із регулярним внеском інших членів команди, зокрема Метью Форда та Денна Саллівана.